# Gagea libanotica
Gagea libanotica är en liljeväxtart som först beskrevs av Ferdinand von Hochstetter, och fick sitt nu gällande namn av Werner Rodolfo Greuter. Gagea libanotica ingår i Vårlökssläktet och i familjen liljeväxter. Inga underarter finns listade.